# Manuel Ignacio Carcamo
Manuel Ignacio Carcamo y Dardon (Antigua Guatemala, 3 de mayo de 1771 - ?) fue un sacerdote de origen guatemalteco que desempeñó el cargo de párroco en la iglesia principal de la ciudad salvadoreña de Santa Ana (donde actualmente está la catedral de la ciudad).

## Vida
Manuel Ignacio Carcamo nació en Antigua Guatemala el 3 de mayo de 1771 siendo hijo de Manuel Ignacio Carcamo y Manuela Dardón y Marroquín.
En 1794 mientras estudiaba en el colegio tridentino obtuvo el grado de licenciado y doctor de teología, fue ordenado sacerdote por el arzobispo de Guatemala Cayetano Francos y Monroy. Fue catedrático de latinidad por tres años para luego ser nombrado por el ayuntamiento rector del colegio de infantes en noviembre de 1796. En noviembre de 1797 obtuvo el título de párroco de Apastepeque.
En febrero de 1805 fue nombrado párroco de Santa Ana, en noviembre de 1811 se destaca por no apoyar el movimiento independentista de 1811 ocurrido en la ciudad de San Salvador.